# ناحیه تان کی
ناحیه‌تان کی (به لاتین: Tân Kỳ District) یک منطقهٔ مسکونی در ویتنام است که در شمال ساحل مرکزی واقع شده‌است.

## خصوصیات
ناحیه‌تان کی ۷۲۶ کیلومترمربع مساحت و ۱۳۲٬۵۳۱ نفر جمعیت دارد.